# Herguijuela de Ciudad Rodrigo
Herguijuela de Ciudad Rodrigo é um município da Espanha na província de Salamanca, comunidade autónoma de Castela e Leão, de área 23,41 km² com população de 122 habitantes (2007) e densidade populacional de 6,10 hab/km².

## Demografia
| Variação demográfica do município entre 1991 e 2004 | Variação demográfica do município entre 1991 e 2004 | Variação demográfica do município entre 1991 e 2004 | Variação demográfica do município entre 1991 e 2004 |
| --------------------------------------------------- | --------------------------------------------------- | --------------------------------------------------- | --------------------------------------------------- |
| 1991                                                | 1996                                                | 2001                                                | 2004                                                |
| 192                                                 | 166                                                 | 127                                                 | 143                                                 |